# K-909
《K-909》는 대한민국의 JTBC에서 방영되는 라이브 음악 프로그램이다.

## 기획 의도
나만 알고 싶었던 노래, 어디에서도 볼 수 없었던 무대. 고품격 음악 예능의 명가 JTBC에서 만드는 K-POP 아티스트를 위한 글로벌 뮤직쇼, K-909

## 방송 일정
| 방송 채널 | 시즌 | 방송 기간                         | 방송 시간                            | 비고 |
| --------- | ---- | --------------------------------- | ------------------------------------ | ---- |
| JTBC      | 1    | 2022년 9월 24일 ~2022년 12월 10일 | 매주 토요일 오후 4시 40분 ~ 5시 50분 |      |
| JTBC      | 2    | 2023년 5월 6일 ~2023년 7월 22일   | 매주 토요일 오후 4시 40분 ~ 5시 50분 |      |
| JTBC      | 3    | 2025년 방송 예정                  |                                      |      |

## 진행자
- 보아 (고정 진행자)

## 시즌 1 고정 출연진
- 재재, 해원 (보조 진행자)

## 결방 및 편성 변경
2022년
- 11월 5일 : 이태원 압사 사고 참사 여파로 인한 결방.

2023년
- 5월 20일 : 스페셜 편성 관계로 결방.
- 6월 24일 : 방송국 내부 사정으로 결방.

## 같이 보기
- 텔레비전 음악
- K-POP